# Fax de Sarajevo
Fax de Sarajevo : correspondance de guerre est un roman graphique et une bande dessinée de reportage de Joe Kubert sur le siège de Sarajevo entre mars 1992 et septembre 1993. L'œuvre est d'abord publiée sous le titre Fax from Sarajevo: A Story of Survival aux États-Unis en 1996 par Dark Horse Comics. La version en français paraît en octobre 1997 chez Vertige Graphic.
À l'origine du livre se trouve une série de fax échangés avec Ervin Rustemagić (en), directeur de l'agence graphique Strip Art Features, pendant le siège de Sarajevo par les Serbes de Bosnie en Bosnie-Herzégovine, qui a commencé au printemps 1992. Rustemagić et sa famille, dont la maison et les biens dans la banlieue de Dobrinja sont détruits, restent piégés pendant un an et demi à Sarajevo. Selon leurs possibilités, ils communiquent par fax avec le monde extérieur.
Leur ami et client Joe Kubert, célèbre artiste américain, fait partie des destinataires. Ces correspondances à distance entre Rustemagić et ses contacts relatent son quotidien pendant la guerre ; Kubert s'appuie sur ces documents pour dessiner ce récit sombre. L'œuvre remporte plusieurs récompenses culturelles aux États-Unis et à l'international.

## Synopsis
Le livre se compose de douze chapitres décrivant le quotidien d'Ervin Rustemagić, son épouse Edina et leurs enfants Maja et Advin.
Tous les quatre viennent de rentrer chez eux, à Ilidža dans la banlieue de Sarajevo alors que commence la guerre de Bosnie-Herzégovine en 1992. En avril, la ville est assiégée par les Serbes, les routes sont coupées et les civils qui tentent de fuir sont tués. La famille de Rustemagić se réfugie régulièrement à la cave, terrifiée à la perspective d'être victime des obus.
Peu après, un tank serbe apparaît dans le voisinage et détruit des bâtiments, dont la maison de Rustemagić et son bureau, où il stockait de nombreuses archives. La famille s'enfuit, sans bagage, et s'installe à titre provisoire dans un bâtiment partiellement détruit avant de trouver un appartement à Dobrinja.
Les mois suivants, la famille Rustemagić vit dans des conditions rudimentaires. Les pénuries restreignent les accès à l'eau, l'électricité, le combustible pour les aliments ; dans les rues, les enfants qui cherchent à récupérer des ressources sont la cible de snipers serbes, qui reçoivent une prime à chaque meurtre.
Une amie de la famille des Rustemagić arrive chez eux, après s'être enfuie d'un camp de viol, où les autorités violent régulièrement les détenues.
En juin 1992, Ervin cherche à obtenir une autorisation de quitter le pays via le consulat de France. Chaque fois qu'il s'y rend, sa voiture doit emprunter une route dangereuse entre Dobrinja et Sarajevo, où les conducteurs sont la cible de tirs et s'en protègent avec des rabats de métal et des livres.
En octobre 1992, Rustemagić et sa famille partent s'installer à Sarajevo, dans l'hôtel Holiday Inn, qui à ce moment-là héberge principalement des journalistes étrangers et essuie des tirs en permanence.
Avec l'aide d'éditeurs et artistes européens, fin 1993, Rustemagić obtient le statut de journaliste, ce qui lui permet de quitter la Bosnie-Herzégovine. Pendant plus d'un mois, il entreprend plusieurs démarches pour que sa famille le rejoigne, en vain. Finalement, il obtient la nationalité slovène, ce qui lui permet d'obtenir immédiatement le transfert de ses proches.
En septembre 1993, après un moment difficile à l'aéroport, Edina, Maja et Edvin sont autorisés à décoller de Sarajevo. La famille se réunit à Split, en Croatie.

## Publication
Fax de Sarajevo, qui contient la transcription de certains fax échangés entre Rustemagić et ses correspondants, est d'abord publié dans une version de 207 pages avec couverture cartonnée par Dark Horse Comics en novembre 1996  (ISBN 1-56971-143-7). L'ouvrage inclut également des photos de Sarajevo ravagée. Ces clichés ont été pris par Karim Zaimović, tué ensuite par une grenade, et à qui le livre est dédié, comme indiqué dans l'introduction : « Ce livre est dédié à Karim Zaimović ».
La version en français, traduite par Lili Sztajn, paraît en octobre 1997 chez Vertige Graphic  (ISBN 2908981289).

## Récompenses
- 1997
  - Prix Eisner du meilleur album[4]
  - Prix Harvey du meilleur album inédit[5]
- 1998 :
  - Prix France Info de la bande dessinée de reportage[6]
  - Alph'Art du meilleur album étranger[7]